# 横尾義貫
横尾 義貫（よこお よしつら、1914年 - 2007年1月28日）は、日本の建築学者。建築教育者。京都大学名誉教授。専門分野は建築構造学。

## 略歴
神奈川県生まれ。佐賀県出身。旧制逗子開成中学校から1932年に旧制静岡高校を経て1939年、京都帝国大学工学部建築学科卒業後、佐世保海軍建築部に勤務。1942年京都帝国大学 助教授、1949年京都大学工学部教授に就任。1977年4月豊橋技術科学大学へ転出。同大学では副学長を歴任。その後名古屋大学教授、日本建築総合試験所理事長など。1975年日本建築学会会長（1975年 - 1977年）。著書に『東三河の戦国時代』、『建築学小事典 建築の美と技術』（監訳）、『構造力学〈第1-2巻〉 (1951年)』（共著）など。
日本航空元会長伊藤淳二は従弟にあたる。